# Mary Kills People
Mary Kills People  foi uma série de televisão canadense exibida pela Global que durou três temporadas, de 2017 e 2019, estrelada por Caroline Dhavernas.

## Enredo
A Dra. Mary Harris trabalha no departamento de emergência do Eden General Hospital e tem um negócio paralelo como conselheira de fim de vida - ela e seu parceiro Des fornecem suicídio assistido. Suas vidas se complicam quando a polícia começa a investigá-los.

## Elenco
- Caroline Dhavernas como Dr. Mary Harris
- Jay Ryan como Ben Wesley
- Richard Short como Desmond "Des" Bennett
- Lyriq Bent como Frank Gaines
- Greg Bryk como Grady Burgess (primeira temporada)
- Sebastien Roberts como Kevin
- Abigail Winter como Jessica "Jess"
- Charlotte Sullivan como Nicole Mitchell
- Grace Lynn Kung como Annie Chung
- Jess Salgueiro como Larissa
- Katie Douglas como Naomi
- Alexandra Castillo como Louise Malick
- Joel Thomas Hynes como Sidney "Sid" Thomas-Haye (primeira temporada)
- Lola Flanery como Cambie
- Terra Hazelton como Rhonda McCartney
- Matt Gordon como Dr. Dennis Taylor
- Rachelle Lefevre como Olivia Bloom (segunda temporada)